# Никола Стърджън
Никола Фергюсън Стърджън (на английски: Nicola Ferguson Sturgeon, р. на 19 юли 1970 г.) е шотландска политичка, която заема поста на пръв министър на Шотландия и лидерка на Шотландската национална партия от 20 ноември 2014 г. Тя е първата жена, която заема тези два поста. Никола Стърджън е член на Шотландския парламент от 1999 г. от Глазгоу. Никола Стърджън е завършила право в Университета на Глазгоу и работи като адвокат в Глазгоу. След като е избрана в Шотландския парламент тя служи като министър в сянка, на образованието, здравето и справедливостта. Никола Стърджън води Шотландската национална партия в Шотландския парламент от 2004 до 2007 г. и след победата ШНП в изборите през 2007 г. първият министър Алекс Салмънд назначава Никола Стърджън, за заместник първи министър и министър на здравето и благоденствието. През 2012 г. е назначена за министър за инфраструктурата, инвестициите и градовете през 2012 г. След поражението в референдума за независимост на Шотландия през 2014 г. Алекс Салмонд подава оставка и Никола Стърджън поема лидерството на Шотландската национална партия на годишната конференция на партията. Формално е избрана да наследи Салмънд като първи министър на 19 ноември. След Брекзит, излизането на Великобритания от Европейски съюз на 31 януари 2020 г., Никола Стърджън призовава за втори референдум за независимост на Шотландия от Англия, за да може Шотландия да се завърне в Европейския съюз.